# Asami Kato
Asami Kato (加藤 麻美, Katō Asami; 12 oktober 1990) is een Japanse atlete, die is gespecialiseerd is in het lopen van wegwedstrijden. Ze schreef verschillende wedstrijden op haar naam, zoals de halve marathon van Sendai (2012), Ome-Hoch (2012 en 2013) en de marathon van Gold Coast (2014).
In 2013 maakte ze haar debuut op de marathon. Met een tijd van 2:30.26 eindigde als negende bij de marathon van Nagoya.
In Nederland geniet ze met name bekendheid wegens haar overwinning bij de Marathon Rotterdam in 2:26.30. Deze tijd geldt tevens als haar persoonlijk record.

## Persoonlijke records
Baan
| Onderdeel | Prestatie | Datum             | Plaats   |
| --------- | --------- | ----------------- | -------- |
| 3000 m    | 9.14,99   | 18 oktober 2008   | Fukuroi  |
| 5000 m    | 16.00,26  | 28 september 2008 | Yokohama |
| 10.000 m  | 32.51,07  | 23 september 2011 | Naruto   |

Weg
| Onderdeel      | Prestatie | Datum             | Plaats       |
| -------------- | --------- | ----------------- | ------------ |
| 20 km          | 1:06.49   | 31 januari 2016   | Osaka        |
| halve marathon | 1:10.21   | 15 september 2013 | Philadelphia |
| 25 km          | 1:25.17   | 12 april 2015     | Rotterdam    |
| 30 km          | 1:42.36   | 12 april 2015     | Rotterdam    |
| marathon       | 2:26.30   | 12 april 2015     | Rotterdam    |

## Palmares

### 3000 m
- 2012:  Tokai University Time Trials in Kanagawa - 9.27,80
- 2013: 5e Hokuren Distance Challenge in Kitami - 9.20,14

### 10 km
- 2010:  Matsue Women's - 34.22

### halve marathon
- 2011:  halve marathon van Shibetsu - 1:13.22
- 2012: 7e halve marathon van Yamaguchi - 1:11.32
- 2012:  halve marathon van Sendai - 1:11.21
- 2012: 4e halve marathon van Sapporo - 1:11.39
- 2012:  halve marathon van Parkersburg - 1:12.58
- 2012: 12e halve marathon van Kavarna - 1:12.11
- 2013: 5e halve marathon van Philadelphia - 1:10.21
- 2015:  halve marathon van Matsue - 1:10.36
- 2015:  halve marathon van Hakodate - 1:12.21
- 2015:  halve marathon van San Diego - 1:12.46
- 2016:  halve marathon van Osaka - 1:10.30
- 2016: 4e halve marathon van Hakodate - 1:15.27

### 30 km
- 2012:  Oma-Hochi - 1:43.55
- 2013:  Ome-Hochi - 1:44.23

### marathon
- 2013: 9e marathon van Nagoya - 2:30.26
- 2014: 7e marathon van Nagoya - 2:29.08
- 2014:  marathon van Gold Coast - 2:28.51
- 2015:  marathon van Rotterdam - 2:26.30
- 2016: 11e marathon van Nagoya - 2:29.33